# Wayde Preston
Wayde Preston (10 de septiembre de 1929–6 de febrero de 1992) fue un actor estadounidense de cine y televisión. 

## Resumen biográfico
Su verdadero nombre era William Erskine Strange, y nació en Denver, Colorado.
Ganó fama por su interpretación en la serie de género western Colt .45 (1957-1960), así como por su actuación como Waco Williams en un episodio de 1958 de la serie Maverick (1957) titulado "The Saga of Waco Williams." "The Saga of Waco Williams" recibió una favorable crítica, y emparejó al actor con James Garner, consiguiendo más audiencia que cualquiera de los demás episodios de la serie, convirtiéndose en un hito en la carrera de Preston.
En Colt .45 Preston interpretaba a Christopher Colt. El programa duró hasta que Preston, al igual que James Garner y Clint Walker en el mismo período, se enemistó con los estudios Warner Bros..  Donald May reemplazó a Preston en 1959 y 1960.  
Preston interpretó unos 20 papeles en el cine y la televisión entre 1957 y 1991. Tras su salida de Colt .45 Preston viajó a Europa, donde participó en numerosos spaghetti westerns, incluyendo Cabalgando al infierno (A Man Called Sledge), de Vic Morrow, con James Garner, y un film sobre la batalla de Anzio. El último trabajo de Preston fue un papel de reparto en la película de 1991 Capitán América.
Wayde Preston falleció en Lovelock, Nevada, en 1992 a causa de un cáncer de colon.

## Filmografía parcial
- Colt .45 (Serie de TV) (1957-1959)
- Maverick (Serie de TV, episodio "The Saga of Waco Williams") (1957)
- La batalla de Anzio (Anzio), de Edward Dmytryk (1968)
- Cabalgando al infierno (A Man Called Sledge), de Vic Morrow (1970)
- Sartana en el valle del oro (Sartana nella valle degli avvoltoi), de Roberto Mauri (1970)
- Capitán América, de Albert Pyun (1991)